# Erich Meyer (Astronom)
| Entdeckte Asteroiden: 27                                      | Entdeckte Asteroiden: 27 | Entdeckte Asteroiden: 27 |
| ------------------------------------------------------------- | ------------------------ | ------------------------ |
| Nummer und Name                                               | Entdeckungsdatum         |                          |
| (9097) Davidschlag 1 2                                        | 14. Jänner 1996          |                          |
| (9119) Georgpeuerbach 1 2                                     | 18. Februar 1998         |                          |
| (9236) Obermair                                               | 12. März 1997            |                          |
| (13682) Pressberger1                                          | 10. August 1997          |                          |
| (14057) Manfredstoll2                                         | 15. Jänner 1996          |                          |
| (14977) Bressler                                              | 26. September 1997       |                          |
| (15949) Rhaeticus2                                            | 17. Jänner 1998          |                          |
| (15955) Johannesgmunden                                       | 26. Jänner 1998          |                          |
| (16802) Rainer                                                | 25. September 1997       |                          |
| (24916) Stelzhamer                                            | 7. März 1997             |                          |
| (26355) Grueber                                               | 23. Dezember 1998        |                          |
| (29427) Oswaldthomas                                          | 7. März 1997             |                          |
| (43955) Fixlmüller2                                           | 6. Februar 1997          |                          |
| (48681) Zeilinger2                                            | 21. Jänner 1996          |                          |
| (48801) Penninger                                             | 22. Oktober 1997         |                          |
| (58499) Stüber2                                               | 3. November 1996         |                          |
| (85411) Paulflora2                                            | 3. November 1996         |                          |
| (96506) Oberösterreich                                        | 26. Juli 1998            |                          |
| (100417) Philipglass                                          | 3. März 1996             |                          |
| (100485) Russelldavies2                                       | 3. November 1996         |                          |
| (130078) Taschner                                             | 26. November 1999        |                          |
| (137632) Ramsauer                                             | 26. November 1999        |                          |
| (175730) Gramastetten 1 2                                     | 18. Februar 1998         |                          |
| (257515) Zapperudi                                            | 6. Februar 1997          |                          |
| (276568) Joestübler                                           | 27. September 2003       |                          |
| (318723) Bialas                                               | 8. September 2005        |                          |
| (376215) 2011 DK42                                            | 15. Jänner 1996          |                          |
| [1] zusammen mit Herbert Raab [2] zusammen mit Erwin Obermair |                          |                          |

Erich Meyer (* 6. August 1951) ist ein österreichischer Ingenieur, Amateurastronom und Asteroidenentdecker.

## Leben
Er entdeckte zwischen 1996 und 1999 an der Privatsternwarte Meyer/Obermair in Davidschlag insgesamt 26 Asteroiden, zehn davon zusammen mit seinem Kollegen Erwin Obermair und vier zusammen mit Herbert Raab. Darüber hinaus war er im Zeitraum 1996 bis 2005 an sechs weiteren Asteroidenentdeckungen beteiligt, die von der Internationalen Astronomischen Union der Sternwarte Davidschlag zugesprochen wurden.
Zu den bedeutendsten Beobachtungen Meyers zählen präzise Positionsbestimmungen des Kometen Shoemaker-Levy 9, die er 1993 gemeinsam mit Erwin Obermair und Herbert Raab gewinnen konnte und die wesentlich dazu beigetragen haben, den späteren Impakt dieses Kometen auf dem Planeten Jupiter vorherzusagen.
Im Jahr 2018 gelang es Erich Meyer – rechtzeitig zum 400. Jahrestag der Entdeckung des 3. Keplergesetzes – das Wohnhaus von Johannes Kepler in der Linzer Hofgasse (Haus Nr. 7) zu identifizieren, welches Kepler mit seiner Familie von 1613 bis 1620 bewohnte. 2021 veröffentlichte Meyer ein umfassendes Werk über das Leben, das Wirken und das soziale Umfeld von Kepler, mit Schwerpunkt auf seine Zeit in Linz. Darin gelang es ihm auch das Haus, das Kepler mit seiner Familie davor (ab 1612) „im Weingarten“, außerhalb der Stadtmauern von Linz, bewohnte, mit hoher Wahrscheinlichkeit als das Freihaus der Herrschaft Steyregg (heute Kapuzinerstraße 18) zu identifizieren.
Meyer ist Mitglied der Linzer Astronomischen Gemeinschaft und führt Sternführungen an der Johannes-Kepler-Sternwarte Linz durch. Beruflich war Meyer als Ingenieur im Bereich der Instandhaltung von Industrieanlagen tätig.
Meyer ist verheiratet und hat zwei Kinder.

## Auszeichnungen
- Am 4. April 1997 wurde Meyer das Silberne Verdienstzeichen der Republik Österreich verliehen.[8]
- Der Asteroid (7940) Erichmeyer wurde am 10. Juni 1998 nach ihm benannt.[9]
- Im Jahr 2005 wurde Meyer von der Planetary Society ein Gene Shoemaker NEO Grant zur Unterstützung seiner Arbeit auf dem Gebiet der erdnahen Asteroiden zugesprochen.[10]
- Am 5. Oktober 2018 wurde Meyer vom Land Oberösterreich der Titel „Konsulent für Wissenschaft“ verliehen.[11]

## Publikationen
- Auf den Spuren Johannes Keplers. Zu seinem 450. Geburtstag (= Gudrun Wolfschmidt (Hrsg.): Nuncius Hamburgiensis. Beiträge zur Geschichte der Naturwissenschaften. Band 54). tredition, Hamburg 2021 (Inhaltsverzeichnis).